# 박용지
박용지(朴勇智, 1992년 10월 9일 ~ )는 대한민국의 축구 선수이며 포지션은 공격수이다.

## 클럽 경력
2013년 울산 현대에 자유 계약으로 입단하였다. 개막전인 대구 FC와의 경기에서 데뷔전을 치렀으며 3월 31일 강원 FC를 상대로 프로 무대 데뷔골을 기록하였다. 7월 23일 울산 현대미포와의 연습 경기에서 입은 부상으로 시즌 아웃 판정을 받았다.
2014년 7월 17일, 울산 현대는 부산 아이파크의 양동현을 영입하는 조건으로 박용지와 김용태를 부산으로 이적시킨다고 발표하였다. 이적 후 4번째 경기인 경남 FC와의 리그 경기에서 부산에서의 데뷔골을 기록하였다.
2015년 7월 7일, 성남 FC는 김동섭을 내보내는 조건으로 박용지를 영입한다고 발표하였다. 성남에서는 주로 측면 공격수로 활약하고 있으며, 9월 23일 서울 원정 13경기 무승의 악연을 끊는 멋진 발리슛으로 성남에서 첫 골을 신고했다.
2017시즌을 앞두고 배승진과의 트레이드로 인천 유나이티드로 이적했다.
2018년 5월에 상주 상무로 입대를 했다. 2018년 12월 1일 상주시민운동장에서 열린 FC 서울과의 K리그1 최종 라운드에서 윤빛가람의 슈팅이 박용지의 몸에 맞고 득점이 되었다. 이 골로 상주 상무는 K리그1에 잔류가 확정되었으며, FC 서울은 K리그 승강플레이오프로 떨어지게 되었다.
2019시즌 강원 FC와의 K리그1 개막전에서 후반 29분 헤딩골로 시즌 마수걸이 골을 기록했다. 2019년 5월 24일 자신의 원 소속팀인 인천 유나이티드와의 경기에서 1골 1도움을 올리며, 팀의 2-1승리를 이끌었다. 이후 상주의 주전 공격수로 활약했으며 2019시즌 36경기 출전 12골 3도움을 기록했다.
2020시즌을 앞두고 상주에서 제대를 했으며 K리그2의 대전 하나 시티즌에 입단했다.
2021시즌을 앞두고 성남 FC에 입단하면서 성남에 5년만에 복귀하였다.

## 그 외
축구 선수로서의 롤 모델로 네이마르와 이청용을 꼽았다.